# Apalone mutica
Espèce
Synonymes
- Trionyx muticus LeSueur, 1827
- Potamochelys microcephalus Gray, 1864
- Trionyx muticus calvatus Webb, 1959

Statut de conservation UICN

 LC  : Préoccupation mineure
Apalone mutica est une espèce de tortues de la famille des Trionychidae.

## Répartition
Cette espèce est endémique des États-Unis.

## Liste des sous-espèces
Selon TFTSG (30 juin 2011) :
- Apalone mutica calvata (Webb, 1959)
- Apalone mutica mutica (Lesueur, 1827)

## Publications originales
- Lesueur, 1827 : Note sur deux espèces de tortues, du genre Trionyx de M. Geoffroy–Saint–Hilaire. Mémoires du Musée d’Histoire Naturelle, Paris, vol. 15, p. 257–268 (texte intégral).
- Webb, 1959 : Description of a new softshell turtle from the southeastern United States. University of Kansas Publications, Museum of Natural History, vol. 11, no 9, p. 517–525 (texte intégral).